# Maratus scutulatus
Lycidas scutulatus là một loài nhện trong họ Salticidae.
Loài này thuộc chi Lycidas. Lycidas scutulatus được Ludwig Carl Christian Koch miêu tả năm 1881.